# 西宁西站
西宁西站位于中国青海省西宁市城北区马坊乡境内，建于1960年。该站为青藏铁路的二等站，由中国铁路青藏集团有限公司营运。

## 使用情况
西宁西站是兰青铁路的二等站。 站房设计总建筑面积为6871.7平方米，其中旅客客运面积为5999.4平方米，候车室使用面积3886平方米，售票厅面积647.9平方米；有22个售票窗口；股道5条，基本站台3座，均为高站台，与火车车门底部平行。

## 历史
- 1960年：西宁西站建成启用。
- 2010年10月：西宁西站过渡工程动土开工。
- 2011年3月：由于西宁站封闭改建，西宁西站接管其所有客运业务。[1]
- 2014年12月24日：配合西宁站扩建工程完成，西宁西站於当天23:00起停止办理所有客运业务。